# جويل دبليو. مارتن
جويل دبليو. مارتن (بالإنجليزية: Joel W. Martin)‏ هو عالم قشريات ‏ وأحيائي أمريكي، ولد في 1955.